# Société des femmes danoises
La Société des femmes danoises (Dansk Kvindesamfund ou DK) est la plus ancienne organisation de défense des droits des femmes au monde encore en activité. Fondée en 1871 par Matilde Bajer et son mari Fredrik Bajer, député et lauréat en 1908 du prix Nobel de la Paix, elle publie depuis 1885 la plus ancienne revue féministe du monde, Kvinden & Samfundet (Femmes et société), établie en 1885. La Société des femmes danoises est membre de l'Alliance internationale des femmes.
La Dansk Kvindesamfund se penche sur la question de la réforme vestimentaire sous l'influence de l'Association suédoise de réforme vestimentaire (en) (Svenska drägtreformföreningen) dans les années 1880. Elle publie sa propre brochure, Om Sundheden og Kyindedraegten, collabore avec Stockholm et Oslo à la conception de vêtements de réforme et participe à des expositions comme l'Exposition nordique de 1888 (en).
La première femme médecin du Danemark Nielsine Nielsen en fut membre, avant de s'en éloigner pour des groupes féministes plus radicaux, trouvant la DK trop modérée.
En 1907, l'Association nationale pour le droit de vote des femmes est fondée, plus radicale que la Société des femmes danoises.

## Membres notoires
- Fredrik Bajer
- Charlotte Klein
- Nielsine Nielsen
- Hansine Andræ
- Thora Daugaard
- Vibeke Salicath

## Présidentes
- Matilde Bajer (1871) - fondatrice
- Severine Casse (1871–1872)
- Caroline Testman (1872–1883)
- Marie Rovsing (1883–1887)
- Kirstine Frederiksen (1887–1894)
- Jutta Bojsen-Møller (1894–1910)
- Astrid Stampe Feddersen (1912–1918)
- Julie Arenholt (1918–1921)
- Gyrithe Lemche (1921–1922)
- Karen Hessel (1922–1924)
- Elisa Petersen (1924–1931)
- Marie Hjelmer (1931–1936)
- Edel Saunte (1936–1941)
- Andrea Hedegaard (1941–1943)
- Ingrid Larsen (1943–1947)
- Margrethe Petersen (1947–1948)
- Erna Sørensen (1948–1951)
- Hanne Budtz (1951–1956)
- Karen Rasmussen (1956–1958)
- Lis Groes (1958–1964)
- Inger Wilfred Jensen (1963–1966)
- Nathalie Lind (1966–1968)
- Eva Hemmer Hansen (1968–1971)
- Grete Munk (1971–1974)
- Grethe Fenger Møller (1974–1981)
- Jytte Thorbek (1981–1983)
- Helle Jarlmose (1983–1987)
- Lene Pind (1987–1991)
- Benthe Stig (1991–1993)
- Brita Foged (1993–1995)
- Lenie Persson (1995–1999)
- Karen Hallberg (1999-2011)
- Lisa Holmfjord (depuis 2011)

## Sources
1. ↑  (sv) Gunnel Hazelius-Berg, Dräktreformer under 1800-talet, Stockholm, Nordiska museets förlag, 1949

- (en) Cet article est partiellement ou en totalité issu de l’article de Wikipédia en anglais intitulé « Danish Women's Society » (voir la liste des auteurs).